# Hochstätten
Hochstätten ist eine Ortsgemeinde im Landkreis Bad Kreuznach in Rheinland-Pfalz. Sie gehört der Verbandsgemeinde Bad Kreuznach an.

## Geographische Lage
Hochstätten liegt im Alsenztal an der Deutschen Alleenstraße. Im Süden befindet sich die Gemeinde Alsenz, im Westen Hallgarten, im Norden Altenbamberg und östlich liegt Fürfeld. Naturräumlich gehört es zum Nordpfälzer Bergland. Im Alsenztal liegt das Dorf um 140 m ü. NHN, die Höhen im Westen und Osten erreichen um 300 m ü. NHN.

## Geschichte
Vor- und frühgeschichtliche Bodenfunde weisen auf den Aufenthalt von Menschen seit der Steinzeit hin. Aus der Römerzeit finden sich in der Gemarkung Siedlungsreste und Spuren einer Römerstraße. Die erste eindeutige urkundliche Erwähnung stammt aus dem Jahr 1366, als Hochstätten von den Brüdern Konrad und Heinrich von Hohenfels, den Herren von Reipoltskirchen, an den Ritter Dietz von Wachenheim verpfändet wurde. Wechselnde Herrschaften besaßen es bis in das 16. Jh. Ab 1553 sind die Wild- und Rheingrafen von Grumbach die Besitzer, die das Dorf 1755 an Pfalz-Zweibrücken verkauften. 1768 gelangte es an die Kurpfalz. Nach der Französischen Revolution wurde Hochstätten 1792 in das Département Donnersberg eingegliedert, 1816 wurde der Ort bayerisch.
Bei der ersten rheinland-pfälzischen Verwaltungsreform wurde Hochstätten 1969 vom Landkreis Rockenhausen in den Landkreis Bad Kreuznach umgegliedert. Die zweite Kommunal- und Verwaltungsreform führte zum 1. Januar 2017 nach der Auflösung der Verbandsgemeinde Bad Münster am Stein-Ebernburg zum Wechsel in die Verbandsgemeinde Bad Kreuznach. In kirchlicher Hinsicht gehört Hochstätten, da ein pfälzischer Ort, weiterhin zur Evangelischen Kirche der Pfalz und zum Bistum Speyer.
Bevölkerungsentwicklung
Die Entwicklung der Einwohnerzahl von Hochstätten, die Werte von 1871 bis 1987 beruhen auf Volkszählungen:
| Jahr | Einwohner |
| 1815 | 302       |
| 1835 | 511       |
| 1871 | 625       |
| 1905 | 730       |
| 1939 | 629       |
| 1950 | 706       |

| Jahr | Einwohner |
| 1961 | 705       |
| 1970 | 723       |
| 1987 | 665       |
| 1997 | 657       |
| 2005 | 625       |
| 2024 | 656       |

## Politik

### Gemeinderat
Der Gemeinderat in Hochstätten besteht aus zwölf Ratsmitgliedern, die bei der Kommunalwahl am 9. Juni 2024 in einer Mehrheitswahl gewählt wurden, und der ehrenamtlichen Ortsbürgermeisterin als Vorsitzender.

### Bürgermeister
Stephanie Leonhard wurde am 27. April 2021 Ortsbürgermeisterin von Hochstätten, nachdem sie als bisherige Erste Beigeordnete das Amt bereits seit Januar 2021 geschäftsführend ausgeübt hatte. Bei der Direktwahl am 14. März 2021 war sie mit einem Stimmenanteil von 84,3 % gewählt worden. Bei der Direktwahl am 9. Juni 2024 wurde sie als einzige Bewerberin mit 56,7 % für weitere fünf Jahre in ihrem Amt bestätigt.
Von 1994 bis zu seiner Amtsniederlegung zum 31. Dezember 2020 hatte Hermann Spieß das Amt inne. Da weder bei der Kommunalwahl am 26. Mai 2019, noch unmittelbar danach ein Nachfolger gefunden wurde, hatte er sich dazu bereit erklärt, entgegen seiner ursprünglichen Absicht weitere 12 bis 18 Monate im Amt zu bleiben, und war im August 2019 einstimmig vom Gemeinderat gewählt worden.

## Kultur und Sehenswürdigkeiten

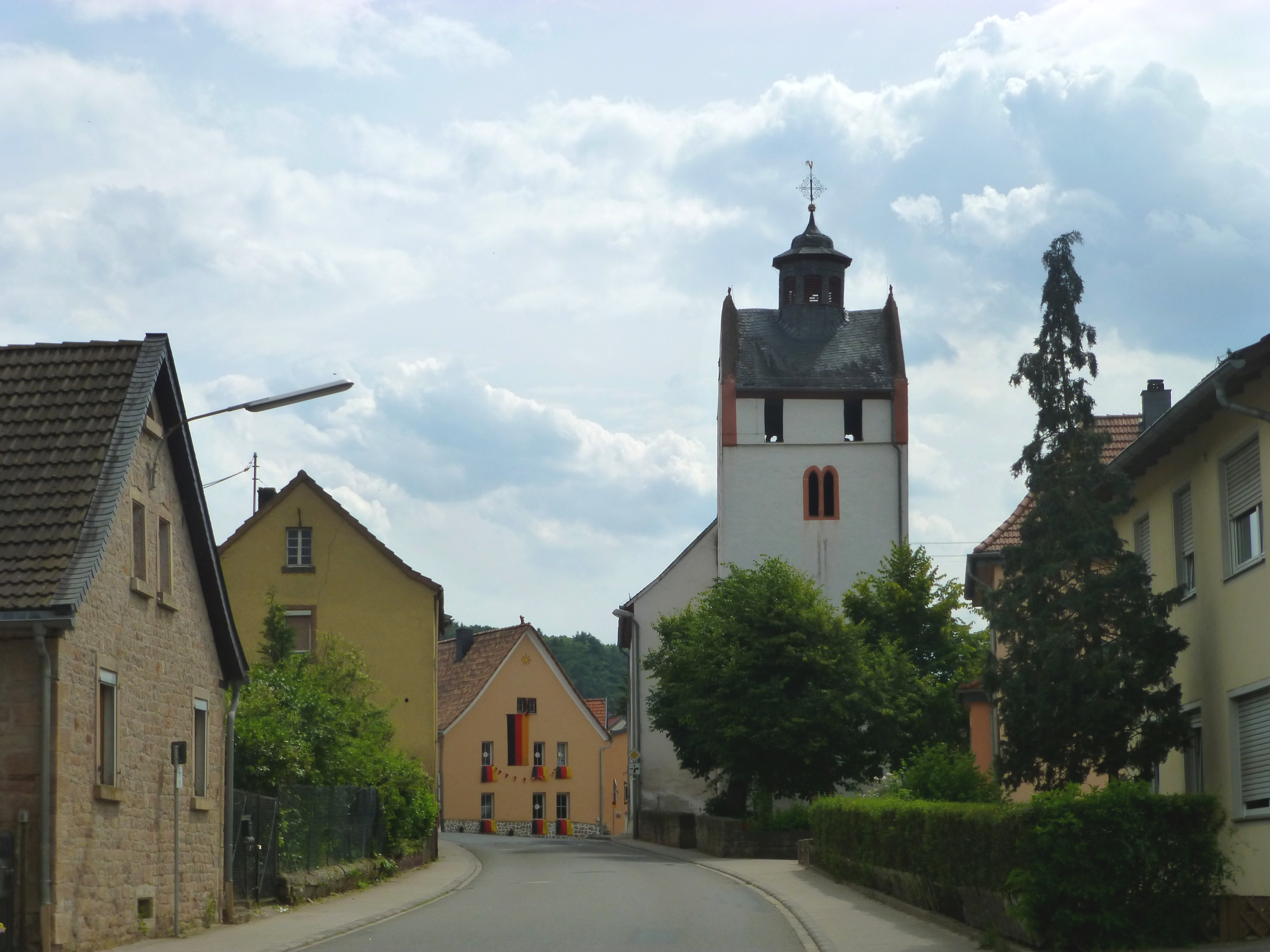
Kirche in Hochstätten

Die protestantische Kirche Hochstätten – mit spätbarockem Saalbau von 1772 und gotischem Turm aus dem 13. Jahrhundert, dem ältesten Gebäudeteil der Kirche – ist heute noch ortsbildprägend.
Siehe auch: Liste der Kulturdenkmäler in Hochstätten

## Wirtschaft und Infrastruktur
Die früher vom Weinbau geprägte Gemeinde ist heute eine Wohngemeinde, deren Erwerbstätige überwiegend nach Bad Kreuznach und in den Rhein-Main-Raum auspendeln. Es gibt eine kommunale Bücherei im Dorfgemeinschaftshaus sowie einen Gemeindesaal. Durch Hochstätten führt die Bundesstraße 48, die hier auf die Bundesstraße 420 trifft. Im Ort befindet sich ein Haltepunkt der Alsenztalbahn mit der Bezeichnung Hochstätten/Pfalz.

## Persönlichkeiten
- Ilse Theobald, Deutsche Weinkönigin 1966/1967
- Barbara Laubenstein, Naheweinkönigin 1984/1985
- Sandra Laubenstein, Naheweinkönigin 1996/1997

## Namenspatenschaften
Hochstätten ist Namenspate für einen Wagen der Triebwagenbaureihe Bombardier Talent (643 001).